# 大森ベルポート
大森ベルポート（おおもりベルポート）は、東京都品川区南大井六丁目にある複合施設。

## 概要
いすゞ自動車の創立50周年事業の一環として、本社と倉庫などのあった敷地に第一生命との共同事業で整備された施設群である。工事は2期に分けて行われ、1996年9月に全体が竣工した。ほかに1期工事と同じくして、ここからほど近い場所にいすゞ病院が新築されている。名称はいすゞ（五十鈴）のベルから取られた。
羽田空港が近い敷地のため、建物高さの制限によって1棟型の超高層ビルを建設することができなかった。このため、4棟のビルによる街区型の都市環境の形成を図った。
元来、業務地区として認識されていなかった大森地区にオフィスコンプレックスを成立されるには、新鮮な理念とそれに基づく魅力的な計画が必要とされたため、3棟のオフィスビルに囲まれた面積4200㎡、高さ40mにおよぶ日本最大級（当時）のアトリウムを計画した。アトリウム中心部はイベントスペースとして活用され、様々な催事が行われている。
建物は、A・B・C・E館を第一生命、D館をみずほ信託銀行が所有し、管理運営は第一生命グループの第一ビルディングが行っている。
なお、いすゞ自動車は2022年5月に本社機能や関連会社の一部を、鹿島建設などが横浜市みなとみらい地区に建設した「横濱ゲートタワー」に移転した。

## 主な施設
A館およびB館・C館・D館は、輪になって並んでおり、中心部にはアトリウムと呼ばれるイベントスペースがある。このうちB館・C館・D館の地上1階と2階は、互いに接続している。一方で、E館はこれらとは道路を挟んで建っている。
アトリウムやギャラリー、屋外広場など様々な設定で撮影可能なスポットとなっており、テレビドラマのロケ地としての実績も数多い。
- A館
  - 地上18階・地下3階。
  - オフィススペースであり、日立製作所などが入居。かつてはいすゞ自動車が本社を設置していた。
- B館
  - 地上18階・地下3階。第一生命のテナントビルとして建てられる[2]。
  - 地上1階と2階は、主にレストランやショップ。
  - その他は、オフィススペースであり、日立製作所、ボシュロム・ジャパン本社などが入居している。
- C館
  - 地上3階。
  - 地上1階と2階は、主にレストランやショップ。
  - 地上3階には「ベルギャラリー」があり、絵画展や写真展などが催される。
  - その他は、オフィススペース。
- D館
  - 地上18階・地下3階。
  - 地上1階と2階は、主にレストランやショップ。
  - その他は、オフィススペースであり、カナデビア東京本社、シンシア本社、内海造船東京支社などが入居している。
- アトリウム
  - A館・B館・C館・D館で囲まれた1階のオープンイベントスペース。
  - 不定期にコンサートなどのイベントが催されており、過去にいすゞの新型車発表会が行われたことがある。
- 南口広場
  - 野外スペースとなっており、定期的に「大森アメリカ村＆フリーマーケット」が開催される。
- E館
  - 地上16階・地下2階。
  - 道路を一つ隔てた場所に位置する[5]。オフィススペースであり、パナソニック カーエレクトロニクス本社、DCMホールディングス本社などが入居している。

## 住所と交通

### 住所
郵便番号は、いずれも 〒140-0013
- A館 ： 東京都品川区南大井6-26-1
- B館・C館 ： 東京都品川区南大井6-26-2
- D館 ： 東京都品川区南大井6-26-3
- E館 ： 東京都品川区南大井6-22-7

### 交通
鉄道
- JR京浜東北線大森駅から徒歩3分
- 京急本線大森海岸駅から徒歩4分

バス
- 京浜急行バスNTT大森バス停からすぐ